# كتاب إيلاي
كتاب إيلاي هو فيلم أمريكي من خيال نهاية العالم وما بعدها، ويعتبر أيضا من صنف الأكشن والوسترن الجديد. أنتج سنة 2010 من إخراج الاخوين هيوز، تأليف غاري ويتا، ومن بطولة دنزل واشنطن وغاري أولدمان وميلا كونيس وراي ستيفينسون وجنيفر بيلز. وتدور القصة حول إيلاي، وهو هائم في العالم بعد دمار الحضارة الإنسانية، حيث يطلب منه صوت غامض أن يسلم نسخته من كتاب غامض إلى مكان آمن على الساحل الغربي للولايات المتحدة، بدأ التصوير الفيلم في فبراير 2009 في نيومكسيكو.
أصدر الفيلم إلى الصالات في يناير 2010. قامت شركة ألكون إنترتينمنت بتمويل الفيلم وشاركت في إنتاجه مع سيلفر بيكتشرز، وقامت شركة وارنز براذرز بتوزيع الفيلم في الولايات المتحدة، بينما تولت شركة سمت إنترتاينمنت توزيعه حول العالم.

## ملخص
تبدأ الأحداث بعد ثلاثين عامًا من وقوع كارثة نووية (لم تذكر صراحة وتركت تلميحات لها في اللقطات)،  حيث يسافر إيلاي (دنزل واشنطن) على قدميه نحو الساحل الغربي للولايات المتحدة. يمتلك إيلاي مهارات قتالية وقدرة خارقة على البقاء، حيث يهزم مجموعة من قطاع الطرق الذين يحاولون نصب كمين له، يصل إيلاي إلى بلدة متداعية بناها ويتزعمها شخص يدعى كارنيجي (غاري أولدمان). يحلم كارنيجي ببناء المزيد من المدن والسيطرة على الناس باستخدام كتاب معين. يقضي أتباعه وقتا طويلا كل يوم وهم يبحثون عنه في الخرابات والمناطق المهجورة دون جدوى.
يدخل إيلاي حانة في البلدة ويواجه عصابة من سائقي الدراجات النارية فيقتلهم جميعًا. يدرك كارنيجي أن إيلاي متعلم ويجيد القراءة والكتابة فيطلب منه البقاء وذلك ليستفيد منه في بحثه، وأخبر إيلاي أن هذا الطلب غير قابل للتفاوض. يخرج إيلاي ليستريح في غرفة، ويرسل له كارنيجي بعض الطعام والماء عن طريق خليلته العمياء كلوديا (جينيفر بيلز)، ثم يأمر ابنتها سولارا (ميلا كونيس) بإغواء إيلاي، لكن الأخير يردّها. تكتشف سولارا أن لديه كتابًا بحوزته، وتحاول سرقته ولكن إيلاي يضبطها. يدعوها إيلاي لتشاركه طعامه، ثم يتلو صلاة الرحمة قبل تناول الطعام. في اليوم التالي، تلت سولارا الصلاة مع أمها فسمعهم كارنيجي ويدرك أن كلام سولارا مرتبط بالكتاب الذي يسعي وراءه. ثم يرغم سولارا بأن تخبره أن إيلاي كان يقرا كتابًا، وعندما واصل استجوابها أدرك أن إيلاي يحمل نسخة من الكتاب المقدس.
يتسلل إيلاي من غرفته ويحاول كارنيجي ورجاله أن يوقفوه بإطلاق النار عليه، ولكن يظهر أن الرصاص لا يصيبه، كما لو أنه كان محميّا. يطلق إيلاي النار على معظم رجال كارنيجي ويصيب كارنيجي في ساقه. بعد ذلك يغادر إيلاي، ولكن سولارا تتبعه لترحل معه، فأخذته إلى مصدر مياه البلدة على أن يوافق على أخذها معه، ولكن إيلاي يغلق عليها المكان حتى لا تأتي معه. تمكنت سولارا لاحقا من الهرب، لتجد نفسها في كمين من قبل اثنين من اللصوص يحاولون اغتصابها، لكن إيلاي يظهر ويقتلهم.
في الطريق، يفسر لها إيلاي طبيعة رحلته، ويذكر أن كتابه هو آخر نسخة باقية من الكتاب المقدس، حيث أتلفت جميع النسخ الأخرى في أعقاب الحرب، ويقول أن صوتًا يخبره أن يتجه غربًا إلى مكان حيث يكون الكتاب آمنًا. وأكد له الصوت أنه سيكون محميًا في سفره. وهكذا، ظل يسافر على مدى الثلاثين عامًا الماضية مسترشدًا بإيمانه.
يصل إيلاي وسولارا إلى منزل غريب، وتوقفا للتحقق منه. ولكن فجأة يسقطان من فوق فخ تحت قدميهما، ويخرج لهما أصحاب البيت مارثا (فرانسيس دي لا تور) وجورج (مايكل غامبون) ليستطلعا الأمر، بعد ذلك يدعوانهما إلى داخل البيت لشرب الشاي. يدرك المسافران أن الزوجين من آكلي لحوم البشر ويحاولان المغادرة بسرعة، ولكنهم يصطدمون بكارنيجي وجنوده خارج المنزل، ويتبادل الجميع إطلاق النيران، ما أدى إلى مقتل جورج ومارثا وعدد من رجال كارينجي، وتم الإمساك بإيلاي وسولارا. رفض إيلاي تسليم الكتاب، فهدّده كارنيجي بقتل سولارا، وبعد أن أصبح الكتاب بحوزة كارنيجي الذي أطلق النار على إيلاي وتركه ليموت.
تتمكن سولارا من الهرب وتعود لمساعدة إيلاي، بينما يقرر كارنيجي العودة إلى المدينة مع كتاب المقدس بدلاً من مطاردتها، وذلك بسبب نقص وقود سيارته. تعثر سولارا على إيلاي وتواصل المضي غربا حتى تصل إلى جسر البوابة الذهبية، حيث وجدوا مجموعة من الناجين يستخدمون السجن لحفظ ما أمكنهم من الأدب والموسيقى. يقول إيلاي للحراس أن لديه نسخة من نسخة الملك جيمس من الكتاب المقدس، يُسْمَح لهما بالدخول، استقبلهما قائد المجموعة لومباردي (مالكولم ماكدويل). يكشف إيلاي أنه كان أعمى، وبدأ في إملاء الكتاب المقدس من ذاكرته.
في هذه الأثناء، يعود كارنيجي إلى البلدة ويستدعي المهندس (توم وايتس) ليفتح القفل الموضوع على الكتاب المقدس، ليكتشف أنه مكتوب بطريقة بريل، لم يقدر إقناع كلوديا العمياء بقراءة الكتاب بالطريقة التي عرفتها منذ زمن. سخرت كلوديا من كارنيجي وأخبرته أن الجرح في ساقه بدأ يتعفن، وأن رجاله بدؤوا ينهبون المكان، فأدرك أنه سيموت دون الاستفادة من الكتاب المقدس. انتهي إيلاي من إملاء الكتاب المقدس بعد أن حلق وتنظف، ومات متأثراً بجروحه، بعد ذلك بوقت قصير، بدأت المطبعة في الكاتراز بطبع نسخة الملك جيمس من الكتاب المقدس، ليضعه لومباردي على رف الكتب بين نسخة من التوراة من جهة ونسخه من القرآن من جهة أخرى. يعرض لومباردي على سولارا البقاء، ولكنها اختارت بدلا من ذلك العودة لوطنها محتفظة بممتلكات إيلاي.

## الممثلون
- دنزل واشنطن – إيلاي
- غاري أولدمان – كارنيجي
- ميلا كونيس – سولارا
- راي ستيفنسون – ريدريدج
- جينيفر بيلز – كلوديا
- إيفان جونز – مارتز
- جو بينغوي – هويت
- فرانسيس دي لا تور – مارثا
- مايكل غامبون – جورج
- توم وايتس – المهندس
- كريس براونينغ – قائد المختطفين
- مالكوم ماكدويل – لومباردي (غير مسجل)

## الإنتاج
في مايو 2007، وقعت كولومبيا بيكشرز ووارنر برذرز عقدا مع الأخوين هيوز لإخراج فيلم كتاب إيلاي، والمأخوذ من سيناريو بقلم غاري ويتا. كان آخر فيلم أخرجه الأخوان هو «من الجحيم» عام 2001. قام أنطوني بيكام بإعادة كتابة السيناريو، وخلال شهر سبتمبر تم اختيار دينزل واشنطن ليقوم بدور البطولة، ثم اختير غاري أولدمان معه في أكتوبر التالي. بدأ التصوير الرئيسي فبراير 2009 في نيو مكسيكو. قامت شركة ألكون إنترتينمنت بتمويل الفيلم شاركت في إنتاجه مع سيلفر بيكتشرز.
قام جيف إيمادا بتصميم مشاهد القتال المعقدة، والتي تظهر فن كالي القتالي الفلبيني. تدرّب واشنطن لعدّة أشهر مع دان إينوسانتو وإيمادا ليحضّر نفسه للدور.

## الاستقبال

### شباك التذاكر
عرض الفيلم في أمريكا الشمالية في 15 يناير 2010، في 3,111 دور سينما، حصل على 11,672,970 دولار (3,752 دولار لكل مسرح) يوم افتتاحه. وبحلول نهاية عطلة الأربعة أيام التي رافقت الافتتاح (والتي وافقت يوم مارتن لوثر كنج)، حصد الفيلم 38,437,553 دولار (12,355 دولار للمسرح)، وحل في المرتبة الثانية بعد «أفاتار». وفي أسبوعه الثاني، جاء الفيلم في المرتبة الثالثة وأخذ فيلم الفيلق مكانه في المركز الثاني، وحقق 15,732,493 دولار (5,057 دولار). وبحلول نهاية الأسبوع الثالث انخفض إلى المركز الخامس وحقق 8,908,286 دولار (2,897 دولار للمسرح). حقق الفيلم في الولايات المتحدة وكندا 94,835,059 دولار، وفي الأسواق الأخرى 62,256,659 دولار. وتقدر أرباحه في جميع أنحاء العالم تقدر بمجموع 157,091,718 دولار.